# Illit
Illit (кор. 아일릿, Аиллис; читается как Айллит) — южнокорейская гёрл-группа, сформированная в 2024 году лейблом Belift Lab (подразделением Hybe Corporation) через реалити-шоу на выживание R U Next. Группа состоит из пяти участниц: Юна, Минджу, Мока, Вонхи и Ироха. Дебют состоялся с выпуском мини-альбома Super Real Me 25 марта 2024 года.

## Название
Illit — название, сочетающее в себе независимую и предприимчивую волю (I WILL — я буду) с местоимением, означающим нечто особенное (IT — это), и направление группы с высоким потенциалом, которая «может стать кем угодно и, как ожидается, станет кем угодно», в зависимости от глагола между этими двумя словами.

## История

### Пре-дебют
Шоу JTBC R U Next? транслировалось с 30 июня по 1 сентября 2023 года, в которых 22 участницы соревновались за дебют в женской группе из шести человек под руководством Belift Lab, их первой женской группе и третьей женской группе, дебютировавшей под руководством Hybe, после Le Sserafim и NewJeans. В финальном эпизоде был сформирован состав группы из шести человек, причем две участницы были выбраны публикой, а четверо — продюсерами компании. Окончательный состав Вонхи, Ëнсо, Минджу, Ирохи, Моки и Юны был представлен в конце трансляции. 5 января 2024 года Belift Lab объявили, что Ëнсо покидает группу. Ранее Ëнсо и Belift Lab обсудили будущую деятельность её и её группы и по обоюдному согласию решили расторгнуть её контракт.

### 2024—настоящее время: Дебют сSuper Real Me,I’ll Like You
13 февраля Belift Lab подтвердили, что Illit дебютирует в марте. 21 февраля было вновь подтверждено, что Illit дебютируют 25 марта со своим первым мини-альбомом, а председатель Hybe Пан Си Хёк примет участие в качестве продюсера их альбома. 26 февраля агентство объявило название альбома группы Super Real Me, предварительные заказы на которую открылись в тот же день, что и анонс. 28 февраля Illit впервые выступили на публике в качестве моделей на показе Acne Studios во время Недели моды в Париже, что сделало их первой K-pop группой, появившимися на мероприятии до своего официального дебюта. Трек-лист альбома был обнародован неделю спустя, 9 марта, с «Magnetic» в качестве ведущего сингла. Всего будет выпущено четыре трека. Тремя другими треками на альбоме являются «My World», «Midnight Fiction» и «Lucky Girl Syndrome». Тизер музыкального клипа на сингл «Magnetic» был официально выпущен 22 марта.
Через восемь дней после дебюта Illit «Magnetic» вошла в четыре американских чарта Billboard. Illit стали первой к-поп группой, попавшей в UK Official Singles со своим дебютным синглом, который достиг 80-й строчки. 16 апреля Illit стали самой быстрой к-поп группой, попавшей в Billboard Hot 100, когда «Magnetic» дебютировал на 91-й строчке. «Magnetic» также стала первой дебютной песней группы K-pop, вошедшей в Hot 100. Музыкальное видео на трек «Lucky Girl Syndrome» было выпущено 17 апреля. В мае Super Real Me занял 93-ю строчку в чарте Billboard 200. Кроме того, Illit также достигли 41-й строчки в чарте Billboard Artist 100 и второй строчки в чарте Emerging Artist. 28 июня Billboard назвали группу своим первым в истории «новичком месяца в к-поп-музыке». 10 июля Музей Грэмми, посвященный музыкальной тематике, в Лос-Анджелесе, Калифорния, объявил, что в августе состоится специальная выставка K-pop, на которой будут представлены аксессуары и наряды для выступлений, которые носили артисты под руководством HYBE, включая Illit, Le Sserafim, BTS и др.
23 сентября Belift Lab подтвердили, что группа выпустит свой второй мини-альбом I’ll Like You 21 октября. Презентация нового альбома также состоится через два дня после даты выхода альбома.

## Участницы
| Сценический псевдоним | Сценический псевдоним | Настоящее имя   | Настоящее имя  | Дата рождения |
| Русский               | Хангыль/Английский    | Русский         | Хангыль/Кандзи | Дата рождения |
| --------------------- | --------------------- | --------------- | -------------- | ------------- |
| Юна                   | 윤아 (Yunah)          | Но Юна          | 노윤아         | 15.01.2004    |
| Минджу                | 민주 Minju            | Пак Минджу      | 박민주         | 11.05.2004    |
| Мока                  | 모카 (Moka)           | Мока Сакаи      | 境 萌花        | 08.10.2004    |
| Вонхи                 | 원희 (Wonhee)         | Ли Вонхи        | 이원희         | 26.06.2007    |
| Ироха                 | 이로하 (Iroha)        | Ироха Хокадзоно | 外薗 彩羽      | 04.02.2008    |

## Рекламные сделки
В марте 2024 года Illit были выбраны в качестве новых лиц последней глобальной кампании SS24 Acne Studios.

## Дискография

### Мини-альбомы
- Super Real Me (2024)
- I’ll Like You (2024)
- Bomb[англ.] (2025)

## Фильмография

### Реалити-шоу
- R U Next? (2023)

### Веб-шоу
- I’ll Like It! (2023)
- Illit Ready (2024)
- Super Real Illit (2024)
- Super Illit (2024)
- The Night of Illit (2024)